# Ла-Мата-де-лос-Ольмос
Ла-Мата-де-лос-Ольмос (ісп. La Mata de los Olmos) — муніципалітет в Іспанії, у складі автономної спільноти Арагон, у провінції Теруель. Населення — 289 осіб (2010).
Муніципалітет розташований на відстані близько 270 км на схід від Мадрида, 75 км на північний схід від міста Теруель.

## Демографія
Динаміка населення (INE ):